# Bonte nontimalia
De bonte nontimalia (Schoeniparus variegaticeps) is een zangvogel uit de familie Pellorneidae. De vogel werd in 1932 geldig beschreven als Alcippe variegaticeps door M.K.Y. Yen.

## Verspreiding en leefgebied
Deze soort is endemisch in het zuidelijke deel van Centraal-en zuidwestelijk China.